# Пигалева Горка
Пигалева Горка — деревня в Сямженском районе Вологодской области.
Входит в состав Житьёвского сельского поселения, с точки зрения административно-территориального деления — в Житьёвский сельсовет.
Расстояние по автодороге до районного центра Сямжи — 20,5 км, до центра муниципального образования Житьёва — 4,5 км. Ближайшие населённые пункты — Залесье, Алексеевская, Завозиха.
По данным переписи в 2002 году постоянного населения не было.